# Edwin Foster Coddington
Pour les articles homonymes, voir Coddington.
Edwin Foster Coddington (24 juin 1870 – 21 décembre 1950) était un astronome américain.
Il codécouvrit la comète C/1898 L1 (de) (Coddington-Pauly), connue sous son ancienne désignation comète 1898 VII. Il découvrit également trois astéroïdes et la galaxie IC 2574 dans la Grande Ourse, qui fut appelée plus tard la "nébuleuse Coddington".
| (439) Ohio     | 13 octobre 1898 |
| (440) Theodora | 13 octobre 1898 |
| (445) Edna     | 2 octobre 1899  |